# Asim Ferhatović
Asim "Hase" Ferhatović (24 de gener de 1933 - 25 de gener de 1987) fou un futbolista bosnià de la dècada de 1950.
Fou 1 cop internacional amb la selecció iugoslava l'any 1961.
Pel que fa a clubs, defensà els colors de FK Sarajevo i Fenerbahçe SK.

## Palmarès
FK Sarajevo
- Lliga iugoslava de futbol: 1966-67